# Ed Begley Jr.
Edward James Begley, Jr. (Los Angeles, 16 de Setembro de 1949) é um ator americano e ativista do meio-ambiente, mais conhecido por seu trabalho na série de televisão St. Elsewhere como Dr. Victor Ehrlich, pelo qual ele recebeu seis indicações consecutivas aos Prêmios Emmy. É filho do ator Ed Begley.
Begley já trabalhou em vários filmes e séries de televisão, fazendo papéis em 7th Heaven, Arrested Development e Six Feet Under. Atuou como Boba Fett na adaptação para rádio de Star Wars Episódio VI: O Retorno de Jedi e como Seth Gillette, um senador democrático fictício de Dacota do Norte, Estados Unidos, do drama de televisão The West Wing.
Também é conhecido por seu envolvimento no ambientalismo. Desde 2000, Begley tem sido um membro do Conselho de Governadores da Academia de Artes e Ciências Cinematográficas. Vegetariano há muitos anos, ele adotou a Energia solar para gerar energia elétrica em toda sua casa e comumente anda de bicicleta ou usa o transporte público.
Ed Begley Jr. foi convidado para participar de shows como Scrubs, Boston Legal e Star Trek: Voyager. Também já foi convidado para Veronica Mars, atuando como Dean Cyrus O'Dell.
Em 2007, Begley e sua esposa Rachelle Carson estrelaram em séries de seu próprio reality show, Living With Ed, no canal Home & Garden Television.

## Filmografia
- Cockfighter, (1972) Tom Peeples
- The In-Laws, (1979) Barry Lutz
- Private Lessons, (1981) Jack Travis
- Buddy Buddy, (1981) Tenente #1
- Eating Raoul, (1982) Hippie
- Get Crazy, (1983) Colin Beverly
- This is Spinal Tap, (1984) John "Stumpy" Pepys
- Transylvania 6-5000, (1985) Gil Turner
- Amazon Women on the Moon, (1987) Griffin
- The Accidental Tourist, (1988) Charles Leary
- She-Devil, (1989) Bob
- Dark Horse, (1992) Jack Mills
- Even Cowgirls Get the Blues (filme), (1993) Rupert
- Renaissance Man, (1994) Jack Markin
- The Pagemaster, (1994) Alan Tyler
- Batman Forever, (1995) Fred Stickley
- O Retorno da Família Addams, (1998) Phillip Addams
- Best in Show, (2000) Mark Schafer
- Get Over It, (2001) Frank Landers
- "Diary of a Sex Addict", (2001) Sammy
- Back by Midnight, (2002) Robert Wade
- A Mighty Wind, (2003) Lars Olfen
- Arrested Development, (2005-2006) Stan Sitwell
- For Your Consideration, (2006) Sandy Lane
- Veronica Mars, (2006) Dean Cyrus O'Dell
- Big Time Rush, (2010) Ele Mesmo
- What's Your Number?, (2011) Mr. Darling
- Book Club (2018)